# Nycticebus hilleri
Nycticebus hilleri is een zoogdier uit de familie van de loriachtigen (Lorisidae). De wetenschappelijke naam van de soort werd voor het eerst geldig gepubliceerd door Stone & Rehn in 1902.

## Taxonomie
De taxonomische status van deze soort was lang omstreden, door sommige auteurs werd de soort als een synoniem of ondersoort van de grote plompe lori (Nycticebus coucang) gerekend. Genetisch onderzoek uit 2023 bevestigde dat het een aparte soort betrof.

## Voorkomen
De soort komt voor in het noorden van Sumatra.